# Montipora aspergillus
Montipora aspergillus är en korallart som beskrevs av Veron, DeVantier och Turak 2002. Montipora aspergillus ingår i släktet Montipora och familjen Acroporidae. IUCN kategoriserar arten globalt som otillräckligt studerad.
Artens utbredningsområde är Röda havet. Inga underarter finns listade i Catalogue of Life.